# Himno de El Paso
El Himno de la Ciudad de El Paso es un poema arreglado por Ricardo Hernández Bravo, con música del compositor José Pérez Pérez. La composición es el himno provisional de la Ciudad de El Paso (España) desde el 26 de diciembre de 2014, fecha de su comunicación.

## Letra
| 1 Fragante reboso del mar, la del almendro es tu luz, la de la brisa tendida, las de las aguas en flor. Firme corazón risquero, en la piedra está tu origen, en los filos de la lava, en el trillo de los vientos; tu memoria está en el eco de las voces que esculpieron para su hambre en un abrigado, con su sed un horizonte. | 2 Prende el ser en los pinares, el sol criado al arrimo de la madre que nos mira, prende en la tierra acunada, la semilla que trasciende el instante de tu paso, como un fértil regadío, bajo tu huella el calor de antiguas huellas, esponjado tu camino, junto a tu mano, la mano hilandera de sueños sisnado en la seda. Donde los días se cumplen en desvelos verticales, sobre tus cumbres nacientes, suelto liña a mis ojos, fieles a tu luz. |